# 권감
권감(權瑊, 1423년 ~ 1487년)은 조선 전기의 문신이다. 본관은 안동이고, 자는 차옥(次玉), 시호는 양평(襄平)이다. 문과 출신이 아니면서 도승지, 이조판서 등을 모두 지냈다. 한계순과 인척이다.

## 생애
세조 때 음보로 출사하여 1455년에 주부가 되었고 이 해에 좌익원종공신 3등에 책록이 되었으며 1457년에는 한성부판관, 경상도진무 등을 지냈는데 경상도진무 시절에는 역모를 꾸민 혐의를 받는 금성대군을 한양으로 압송해 오게 했다. 이후 1458년에는 사헌부지평이 되었고 1459년에는 호조정랑이 되었다. 이후 1467년에는 동부승지가 되면서 당상관에 올랐고 곧 좌부승지로 초고속 승진했고 바로 도승지가 되었다. 예종 즉위 후에도 도승지로 있다가, 이후 성종이 즉위하면서 1469년에 이조판서에 제수되면서 입각을 하게 된다. 이후 1470년에는 화천군에 봉해졌으며 1471년에는 좌리공신 1등에 책록되었다. 1472년에는 사헌부대사헌에 제수되었다. 그러다가 1473년에는 한성부판윤으로 영전했고, 이후 다시 사직했다가 1477년에는 판중추부사로 제수된다. 1479년에는 좌참찬으로 승진을 했다. 이 때 성절사와 원접사로 중국에 다녀오기도 했다. 이후 평양선위사로 임명되기도 했으며 평안도순변사와 평안도체찰사를 겸하다가 1481년에는 판의금부사에 임명된다. 그 뒤 경기진휼사로 나갔다가 1483년에는 병조판서로 임명되면서 다시 입각을 했다. 이후 병조판서에서 물러난다. 이후 전라도진휼사로 나갔다가 병으로 사임을 했고 1487년에 병으로 별세한다.

## 가족 관계
한계순과 인척이었다.
- 증조부 : 권흥(權興)
  - 할아버지 : 권삼(權參), 사간공
    - 아버지 : 권극화(權克和), 화산부원군
      - 장남 : 권만형(權曼衡)
        - 손자 : 권현(權鉉)
        - 손자 : 권상(權鏛)
        - 손자 : 권용(權鎔)

      - 차남 : 권응형(權應衡)
      - 삼남 : 권순형(權順衡)